# Johan Rockström
Johan Rockström (31 de dezembro de 1965) é um cientista sueco, conhecido internacionalmente por seu trabalho sobre sustentabilidade global. Ele é diretor adjunto do Instituto Potsdam para Pesquisa de Impacto Climático (PIK) na Alemanha, juntamente com o economista Ottmar Edenhofer. Rockström é também cientista-chefe da Conservation International. Ele é professor de Ciência do Sistema Terrestre na Universidade de Potsdam e professor de Sistemas Hídricos e Sustentabilidade Global, Universidade de Estocolmo.
Rockström foi pioneiro no trabalho sobre a estrutura dos limites planetários, publicado pela primeira vez em 2009. Os nove limites planetários apresentados na estrutura, do clima à biodiversidade, são considerados fundamentais na manutenção de um “espaço operacional seguro para a humanidade".
Rockström foi diretor executivo do Instituto Ambiental de Estocolmo de 2004 a 2012 e diretor do Centro de Resiliência de Estocolmo de 2007 a 2018.

## Carreira
Johan Rockström estudou Ciências do Solo e Hidrologia na Universidade de Ciências Agrárias da Suécia em Uppsala, e Agricultura no Instituto Agronômico Nacional Paris Grignon de 1987 a 1991.
Ele recebeu seu Ph.D. em 1997 pela Universidade de Estocolmo, onde sua pesquisou sobre "Ecologia de Sistemas e Gestão de Recursos Naturais". O trabalho científico anterior de Rockström incluiu tópicos inter e transdisciplinares sobre recursos hídricos globais e gestão do uso da terra, bem como resiliência socioecológica e ciclos globais de materiais.
Em 2009, Rockström liderou a equipe que desenvolveu o quadro das Fronteiras Planetárias, uma pré-condição proposta para facilitar o desenvolvimento humano numa altura em que o planeta está a passar por rápidas mudanças. Por esse trabalho recebeu o título de "Sueco do Ano" da revista Fokus. Em 2010, a revista Miljöaktuellt classificou-o como a segunda pessoa mais influente na Suécia em questões ambientais, e Veckans Affärer concedeu-lhe o "Prêmio Social Capitalista". Em 2011, ele presidiu o terceiro Simpósio do Prêmio Nobel sobre Sustentabilidade Global em Estocolmo.

## Prêmios
- 2009 — Personalidade Sueca do Ano, pela revista Fokus[11]
- 2013 — Agrônomo do Ano, pela Associação Sueca de Cientistas Profissionais[11]
- 2014 — Prêmio Ambiental Lawrence S. Huntington do Woods Hole Research Center[11]
- 2015 — Prêmio Cosmos Internacional[11]
- 2015 — Prêmio Ambiental Alemão[12]
- 2020 — Laureado do Prêmio Fundação Príncipe Albert II de Mônaco[13]
- 2023 — Prêmio Valor Público[14]
- 2024 — Prêmio Tyler de Conquista Ambiental[15]

## Outras atividades

### Conselhos corporativos
- Daimler, Membro do Conselho Consultivo para Integridade e Responsabilidade Corporativa[16]

### Organização sem fins lucrativos
- Prémio Gulbenkian para a Humanidade, Membro do Júri[17]
- Fundação EAT, Membro do Conselho de Curadores[18]
- Fundação KR, Membro do Conselho[19]
- Fundação Global Challenges, Membro do Conselho[20]
- Liga da Terra, companheiro[21]
- Future Earth, co-presidente[22]
- Comissão da Terra, co-presidente[23]